# Historia del marinero náufrago

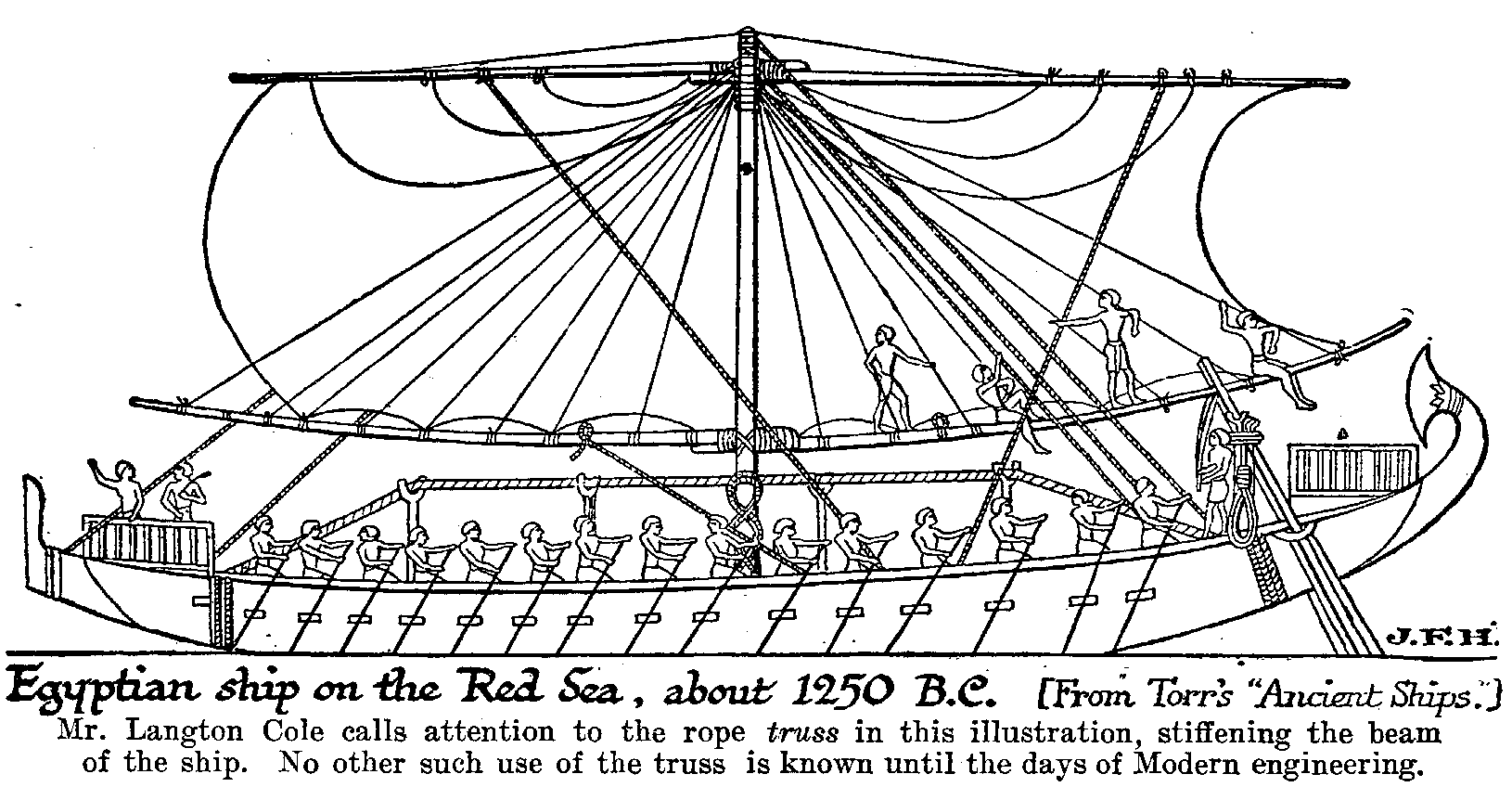
Nave egipcia de carga para viajes por mar.

La Historia del marinero náufrago es el relato de un viaje a Punt escrito alrededor del 2200 a. C., aunque algunos eruditos lo retrasan hasta la época de la dinastía XII (siglo XX a. C.). La historia incluye referencias a las ofrendas a los dioses, así como a todo tipo de mercancías: incienso, madera fragante, marfil, grano, fruta, pescado, aves, e incluso a una serpiente gigante. Pertenece a las obras clásicas de la antigua literatura egipcia, que en el Imperio Nuevo eran muy conocidas y se utilizaban en las escuelas de escribas para ejercitarse.
Según el colofón, el relato es obra del escriba de hábiles dedos, Ameny hijo de Amenaa. Existe una mención a esta obra en un texto ramésida.
Es el primer relato de naufragios, de los que son muy conocidos los de Simbad y Robinson Crusoe. Cuenta la experiencia del náufrago, sus temores, la soledad y el miedo a morir en un país extranjero, un tema recurrente en la historia de la literatura antigua egipcia.

## Argumento
Es una historia dentro de otra: comienza con una corta introducción, cuando la embarcación que lleva a un príncipe regresa a Egipto tras fracasar en su misión comercial. Su compañero intenta animarle narrando cómo su nave, servida por ciento veinte marineros, se había hundido durante una tormenta y cómo él había conseguido aferrarse a un pedazo de madera y había sido arrastrado a una isla donde nada faltaba: había alimento en abundancia, grano, fruta, pescados y aves. Cuando el marinero quemó una ofrenda a los dioses, la tierra tembló y se le acercó una serpiente gigante. El narrador le cuenta cómo su nave se había hundido con todo su equipo y cómo él había estado a la deriva durante tres días antes de alcanzar la isla. La serpiente le contó su propia historia, y le anunció que vendría un barco para llevarlo de regreso a Egipto.
Cuando llegó la nave, la serpiente le dio valiosos regalos, como incienso, madera perfumada y marfil. Al partir, el náufrago observó cómo la isla desaparecía bajo el mar.

## Descripción
La copia que nos ha llegado parece ser una lección para un escriba, ya que muchas frases se repiten escritas de distintas maneras. Se trata de la recogida en el Papiro Leningrado 1115 que está escrita en hierático de forma muy clara, y hay transcripciones en jeroglíficos. Tanto su lenguaje como su estilo son los utilizados en otros relatos del Imperio Medio. La mayor parte del vocabulario es sencillo, aunque en algunos de los pasajes todavía hay discrepancias sobre su traducción, ya que parece conservar construcciones arcaicas.
El texto está escrito de derecha a izquierda. Las primeras nueve páginas y la última están escritas en columnas, el resto en líneas horizontales, también de derecha a izquierda. Las secciones de las columnas son un poco más fáciles de descifrar que las de las líneas.
La serpiente ha sido identificada con Ra, su hija con Maat y la isla como una metáfora del ka.

## Texto
.

Entonces el compañero 1
excelente dijo: Que tu corazón se alegre, ¡oh Príncipe!
Mira: hemos llegado a casa; 2
el mazo ha sido cogido y se ha golpeado la estaca, las gracias han sido dadas y el Dios ha sido adorado. 3
Cada hombre abraza a su compañero; nuestra tripulación ha llegado en buenas condiciones, sin pérdida para nuestra tropa y hemos llegado al final a Uauat, 4
tras sobrepasar Senmut. 5
¡Mira! Nosotros venimos en paz 6
y hemos llegado a nuestra tierra. Escucha, ¡oh Príncipe!, no exagero. 7
¡Lávate!: vierte agua sobre tus dedos. 8
¡Ojala que tú respondas a sus preguntas! Hablarás al soberano con el corazón en tu mano 9
y responderás sin balbucear: la palabra del hombre es lo que le salva, 10
su palabra puede conseguir indulgencia hacia él. Haz lo que desees, decirte esto es cansarte... 11
Te contaré algo semejante que me ocurrió a mí mismo... 12
Fui a la mina del soberano por mar 13
en un barco de 120 codos 14
de eslora y 40 codos de manga con 120 marineros de entre lo más selecto de Egipto. Ellos oteaban el cielo y la tierra. Eran de corazón más valiente que los leones. Sabían predecir la tormenta antes de que hubiera venido y el mal tiempo antes de que hubiera aparecido.
Una tormenta se desencadenó mientras nosotros estábamos en el mar, antes de que alcanzáramos la tierra. El viento arreció y la tormenta mostró su fuerza y una ola de 8 codos me golpeó. Fue una madera la que aplacó la fuerza de las olas. 15
Entonces el barco naufragó con todos los que estábamos en él.
Fui arrastrado hacia esta isla por una ola del mar. Pasé tres días solo, mi corazón 16
como único compañero. Dormí en el interior de una cabaña y abracé la sombra del día. 17
Estiré mis piernas
para ver lo que comería y encontré higos, uvas, todo tipo de verduras, excelentes ellas; higos de sicomoro verdes y maduros, melones como si hubieran sido cultivados; también había peces y aves. No había nada que no estuviera en su interior. 20
Me sacié y coloqué en tierra lo que había recogido, por ser demasiado para mis brazos. Corté un palo para hacer fuego e hice un holocausto 21
para los dioses.
Entonces, oí un ruido atronador y pensé que eran las olas del mar. Las ramas se quebraban y la tierra temblaba. Descubrí mi cara y vi que era una serpiente que venía hacia mí; media 30 codos 22
y su barba era más grande que 2 codos, sus miembros recubiertos de oro y sus cejas de verdadero lapislázuli. Estaba erguida hacia delante y abrió su boca hacia mí. Mientras tanto, yo estaba sobre mi vientre 23
en su presencia.
Ella me habló:
¿Quién te ha traído? ¿Quién te ha traído, hombre? ¿Quién te ha traído? Si tú demoras en decirme quién te ha traído a esta isla, haré que te reconozcas en cenizas, siendo tú convertido en alguien que no se ve. 24
Tú me hablas y no lo comprendo. Estoy frente a ti y he perdido el conocimiento. 25
Entonces ella me puso en su boca y me llevó a su morada y me dejó sin golpearme. Quedé ileso, como si nadie me hubiera agarrado. Abrió la boca hacia mí mientras yo estaba sobre mi vientre en su presencia.
Ella me habló:
¿Quién te ha traído? ¿Quién te ha traído, hombre? ¿Quién te ha traído a esta isla del mar, que sus orillas son agua? 26
Entonces le respondí, con mis brazos doblados en señal de respeto en su presencia:
Esto soy yo: Estaba descendiendo hacia la mina en una misión del soberano en un barco de 120 codos de eslora y 40 codos de manga con 120 marineros entre lo más selecto de Egipto. Ellos oteaban el cielo y la tierra. Eran de corazón más valiente que los leones. Predecían la tormenta antes de que hubiera venido y el mal tiempo antes de que hubiera aparecido. Cada uno de ellos era de corazón más valiente y de brazo más fuerte que su compañero. No había entre ellos ningún incompetente. La tormenta se desencadenó mientras nosotros estábamos en el mar, antes de que alcanzáramos tierra. El viento arreció y la tormenta mostró su fuerza y una ola de 8 codos me golpeó. Fue una madera la que aplacó la fuerza de las olas. Entonces el barco naufragó con todos los que estábamos en él; no quedó nadie excepto yo.
¡Mira!: yo estoy junto a ti; fui traído a esta isla por una ola del mar.
Ella me habló:
¡No temas! ¡No temas! 27
Hombre: que no palidezca tu cara. Tú llegaste a mí. ¡Mira!: un dios ha permitido que tú vivas, quien te trajo hacia esta isla del ka. 28
Nada existe que no esté en su interior: está llena de todo lo bueno. ¡Mira! tú completarás mes tras mes hasta sumar cuatro meses en esta isla y un barco vendrá de Egipto con marineros que tú conoces, te irás con ellos hacia el hogar y morirás en tu ciudad. ¡Qué alegre está quien cuenta lo que ha hecho cuando se supera lo malo!
Yo te contaré algo semejante, lo que me ocurrió en esta isla:
Yo estaba en la isla con mis hermanos, entre los cuales había niños. Nosotros éramos 75 serpientes de entre lo engendrado por mí, junto con mis hermanos, sin mencionar a mi hija pequeña llegada a mí gracias a las oraciones. Entonces una estrella cayó y ellos ardieron; sucedió, ciertamente, que yo no estaba entre ellos. ¡Creí morir por ellos! Los encontré como un montón de cadáveres. Si eres fuerte y controlas tu corazón, abrazarás a tus hijos, besarás a tu mujer y verás tu casa: es lo mejor que hay. Llegarás a Egipto y estarás con tus hermanos.
Yo, ciertamente, seguía estirado sobre mi vientre, y toqué con la frente el suelo en su presencia.
Yo le hablé:
Explicaré de tu poder al soberano e informaré de tu grandeza. Haré que se traigan para ti láudano, hekenu, iudeneb y jesait, e incienso de los templos para satisfacer a cada dios. Explicaré, ciertamente, lo sucedido de entre lo visto por mí, de tu poder. Se harán alabanzas a ti en la ciudad, en presencia del consejo de magistrados de Egipto. Sacrificaré para ti bueyes por medio de un holocausto, habiendo sacrificado para ti aves. Haré que se te traigan para ti barcos cargados con todas las riquezas de Egipto, como se hace a un dios que ama a la gente en una tierra lejana y que la gente no conoce.
Se rio de mí, de lo que yo había dicho: le parecía una estupidez.
Ella me habló:
Tú no tienes bastante mirra, aunque te conviertas en el señor del incienso. Verdaderamente yo soy el Señor de Punt y la mirra me pertenece. Aquel hekenu que tú dijiste sería traído es abundante en esta isla.
Entonces sucederá, ciertamente, que tú te alejarás de esta isla y no la volverás a ver, porque se transformará en agua.
Aquel barco vino, como había predicho ella antes. Fui y subí a un árbol alto y reconocí a los que estaban en él. Fui a informarla, pero encontré que ya lo sabía.
Me habló:
Vete en paz, vete en paz, hombre, a tu casa, verás a tus hijos. Haz que yo tenga un buen nombre en tu ciudad. ¡Mira!: estos, mis bienes, te pertenecen.
Entonces me tendí sobre mi vientre, estando mis brazos extendidos en su presencia. Me dio un cargamento de mirra, hekenu, iudeneb, jesait, alcanfor, shaaseju, galena, colas de jirafa, terrones de incienso, grandes cantidades de incienso, colmillos de marfil, perros de caza, macacos, babuinos y todas las riquezas valiosas. Lo cargué en el barco.
Sucedió entonces, cuando yo estaba sobre mi vientre, para dar las gracias al dios.
Me habló:
¡Mira!. Llegarás a casa en dos meses, abrazarás a tus hijos, rejuvenecerás en tu hogar hasta tu entierro.
Entonces bajé a la orilla, cerca del barco y llamé a la tripulación. Di alabanzas sobre la orilla para el señor de la isla y ellos hicieron lo mismo.
Navegamos hacia el norte, hacia la Residencia Real, y llegamos a casa en dos meses, todo como había dicho ella. Me presenté ante el soberano y le ofrecí los tributos que había traído de la isla. Él dio gracias al dios, en presencia del consejo de magistrados de Egipto. Fui nombrado compañero y me dotó con esclavos. ¡Mírame! Después de alcanzar tierra, después de lo que he visto y lo experimentado por mí. ¡Escúchame! ¡Mira! Escuchar es bueno para la gente.
Entonces el príncipe me dijo:
No hagas de excelso amigo. ¿Quién da agua al ave al amanecer cuando va a ser sacrificada en la mañana?
Colofón:
Ha acabado, desde el comienzo hasta el final como lo que se hubo encontrado escrito, en el papiro del escriba de hábiles dedos, Ameny hijo de Amenaa, que viva, sea próspero y tenga salud.